# Oru (Läänemaa)
Oru (Estisch: Oru vald) was een gemeente in de Estlandse provincie Läänemaa. De gemeente telde 825 inwoners (2011) en had een oppervlakte van 197,6 km². In oktober 2013 werden Oru, Risti en Taebla samengevoegd tot de gemeente Lääne-Nigula.
De landgemeente bestond uit vijftien dorpen, waaronder het naamgevende Oru en Linnamäe, waar het gemeentebestuur zetelde.

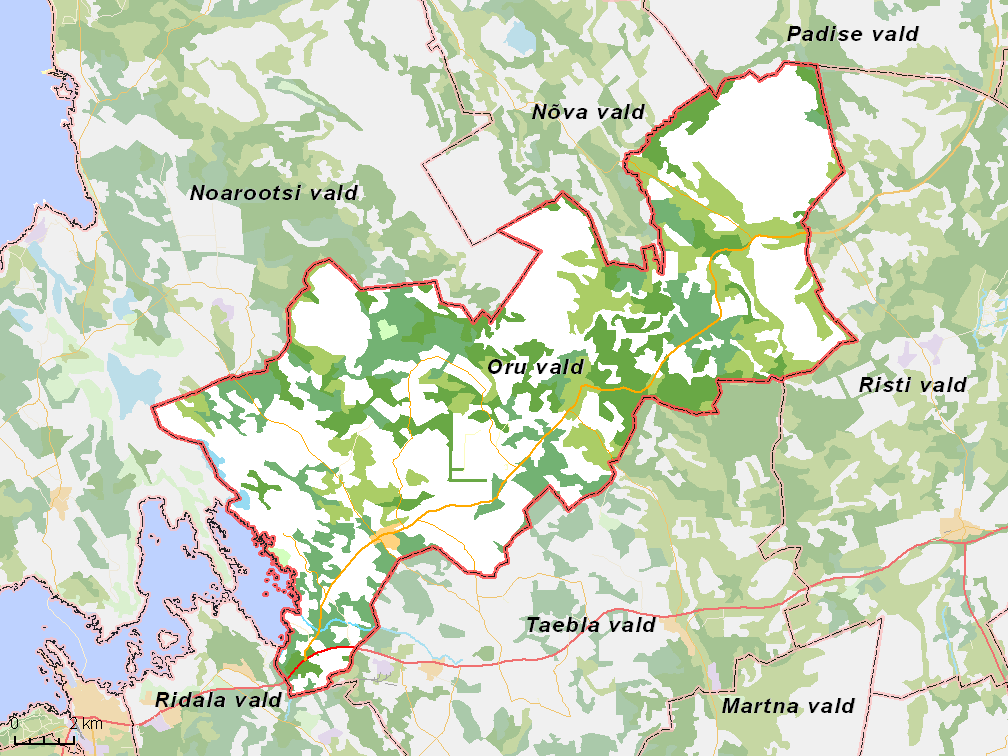
De gemeente met omliggende gemeenten, situatie begin 2013